# Бобылёво (Псковская область)
Бобылёво — деревня в Великолукском районе Псковской области России. Входит в состав сельского поселения «Лычёвская волость».
Расположена в 12 км к югу от центра города Великие Луки.

## Население
Численность населения по оценке на 2000 год составляла 9 жителей, на 2010 год — 6 жителей.